# Partito Pirata del Lussemburgo
Il Partito Pirata del Lussemburgo (lussemburghese: Piratepartei Lëtzebuerg, francese: Parti pirate du Luxembourg, tedesco: Piratenpartei Luxemburg) è un partito politico lussemburghese.

## Ideologia e posizioni
Il partito segue la dottrina politica pirata sviluppata dal Partito Pirata Svedese. Difende i diritti dei cittadini, la protezione dei dati e della privacy per le persone fisiche, una maggiore trasparenza del governo, il libero accesso alle informazioni e all'istruzione. Oltre a ciò, chiede una profonda revisione della normativa sul diritto d'autore e sui brevetti, e si oppone a ogni forma di censura. Un principio fondamentale del partito pirata è la "democrazia di base", che dà la possibilità a ciascun membro di contribuire a plasmare il futuro del partito. Come la maggior parte dei partiti in Lussemburgo, il Partito pirata è fortemente europeista.

## Storia
Il Partito Pirata del Lussemburgo è stato fondato a Lussemburgo il 4 ottobre 2009.
Il partito si presenta per la prima volta alle elezioni legislative del 2013, ottenendo il 2,94% dei voti e nessun seggio.
Alle successive elezioni legislative del 2018 il partito cresce a sorpresa al 6,45%, riuscendo così a conquistare due seggi alla Camera dei deputati.

## Risultati elettorali
| Elezione          | Voti    | %    | Seggi  |
| ----------------- | ------- | ---- | ------ |
| Parlamentari 2013 | 96.270  | 2,94 | 0 / 60 |
| Parlamentari 2018 | 227.549 | 6,45 | 2 / 60 |
| Parlamentari 2023 | 253.554 | 6,74 | 3 / 60 |